# Muzeum Křišťálový dotek
Muzeum Křišťálový dotek je muzeum otisků dlaní českých i světově významných osobností v křišťálovém skle, které sídlí v severočeských Litoměřicích. Založil je sklář Jan Huňát spolu se svým otcem Alexandrem.

## Historie
Jan Huňát vystudoval Střední uměleckoprůmyslovou školu sklářskou v Železném Brodě. Po roční zkušenosti ve sklárně Moser strávil 5 let v irském Galway, kde se zabýval výrobou skla na zakázku a restaurováním vitráží v kostelech, katedrálách a univerzitách. V těchto činnostech pak pokračoval dál v Austrálii. Po návratu do České republiky zahájil uměleckou činnost v oblasti moderního designu.
V roce 2007 se zúčastnil soutěže pořádané v čínském Pekingu, kde obsadil druhé místo. Následně spolupracoval s Akademií umění a designu na Univerzitě Tsinghua v Pekingu. Po návratu pracoval na odlitcích dlaní do křišťálového skla.
V muzeu jsou vystaveny křišťálové otisky dlaní osobností z řad politiků, sportovců, umělců a hrdinů novodobé historie. Tyto známé osobnosti se na tvorbě designu podílejí nejen otiskem své ruky, ale také osobitým nápadem, čím dílo dotvořit. Např. Křišťálový Dotek Václava Havla je doplněn jeho vlastním citátem upraveným k tomuto účelu "Naděje není optimizmus. Naděje je jistota, že něco má smysl."
Mezi prvními významnými osobnostmi byli japonský premiér Taró Asó, český sochař Olbram Zoubek a malíř Adolf Born. Následovaly otisky dlaní legendy anglického fotbalu Sira Toma Finneyho, kambodžského krále Norodoma Sihamoniho a sportovců, jako jsou Jaromír Jágr, Jiří Šlégr, Dominik Hašek, Robert Reichel, Ivan Lendl, Josef Masopust, Anatolij Karpov a další.

## Současnost
Muzeum se nachází v Litoměřicích na Mírovém náměstí vedle městského úřadu od roku 2017. Muzeum nabízí jak audiovizuální formu expozice prostřednictvím tematického výkladu o osobnostech a dílech, tak formu taktilní, resp. hmatovou, která poskytuje příležitost lidem nevidomým a slabozrakým.

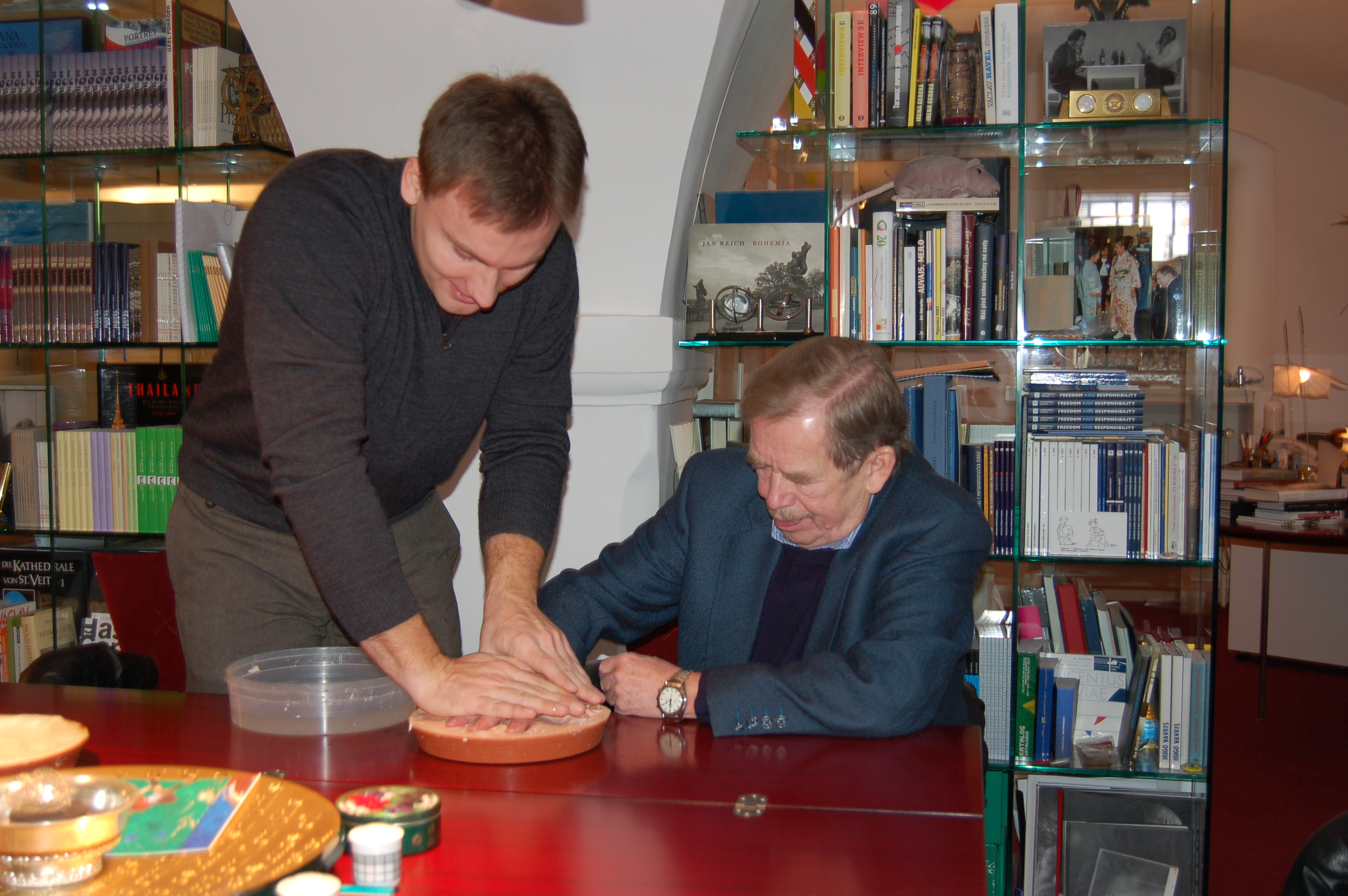
Václav Havel s Janem Huňátem

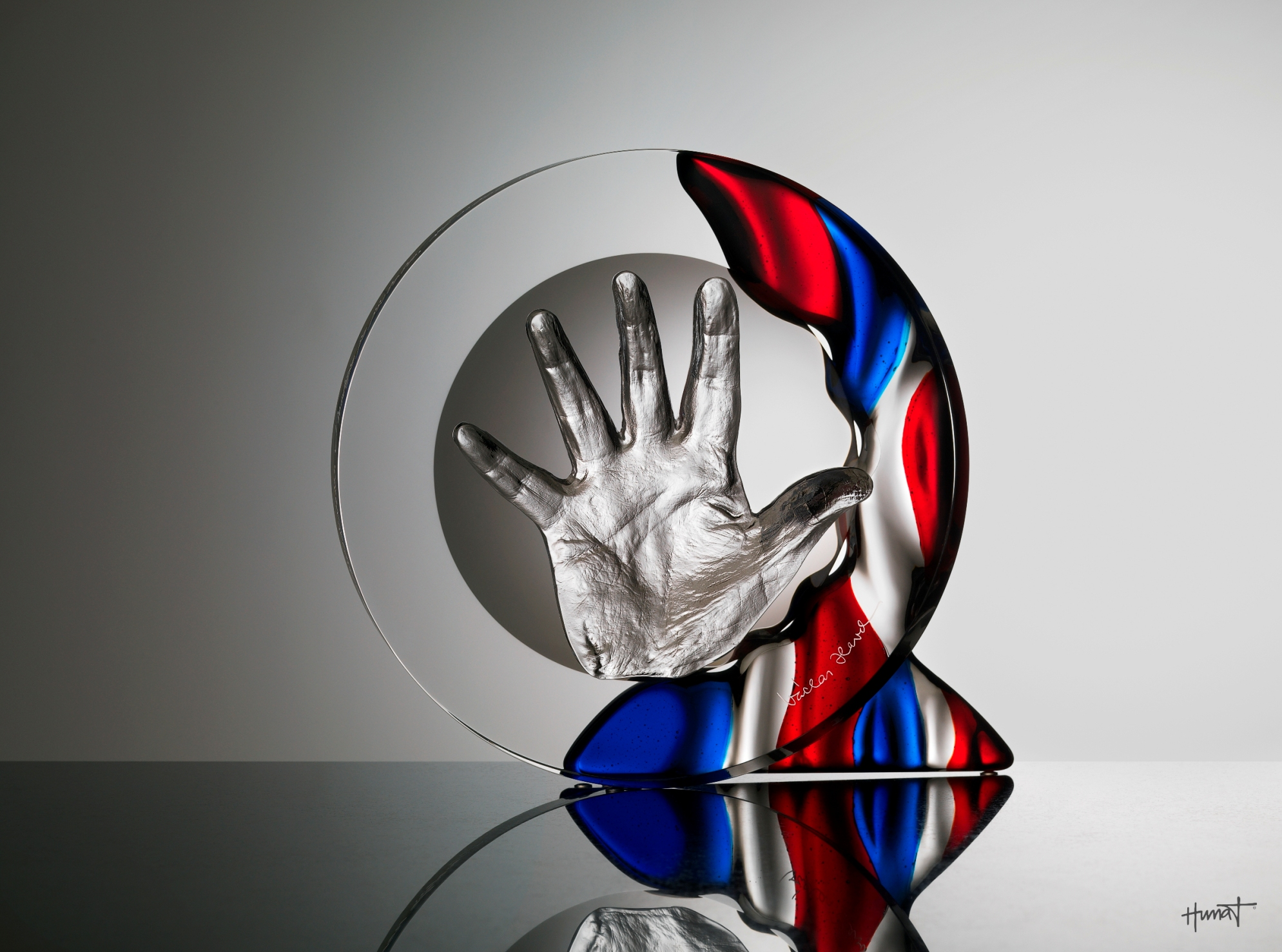
Křišťálový dotek Václava Havla

### Projekty Velikáni a Velcí Češi
Účelem muzea je dosáhnout ucelené sbírky otisků dlaní slavných osobností k uchování důstojných artefaktů pro tzv. paměť lidstva. K tomuto účelu vznikly Projekty Velikáni a Velcí Češi, které umožní rozšíření významných sbírkových fondů.

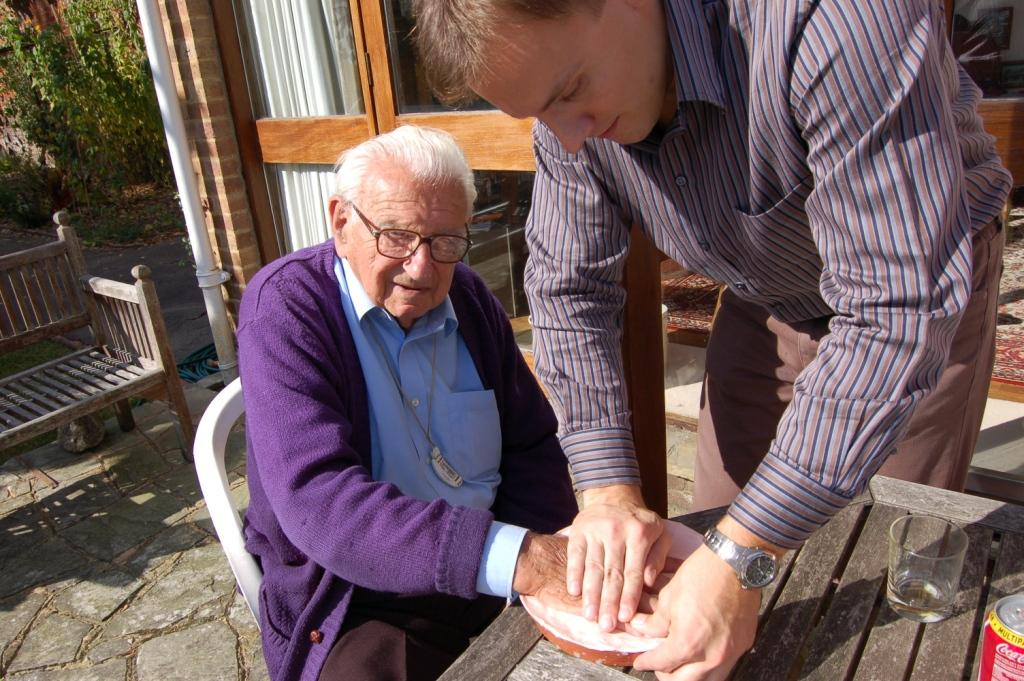
Sir Nicholas Winton zanechává otisk dlaně

### Spolupráce s UNICEF
Vybrané Křišťálové doteky významných osobností věnovalo muzeum Českému výboru UNICEF pro potřeby dražby, jejímž účelem je získat hotovost ve prospěch projektu na podporu dětí v rozvojových zemích světa.

## Vystavené křišťálové otisky osobností

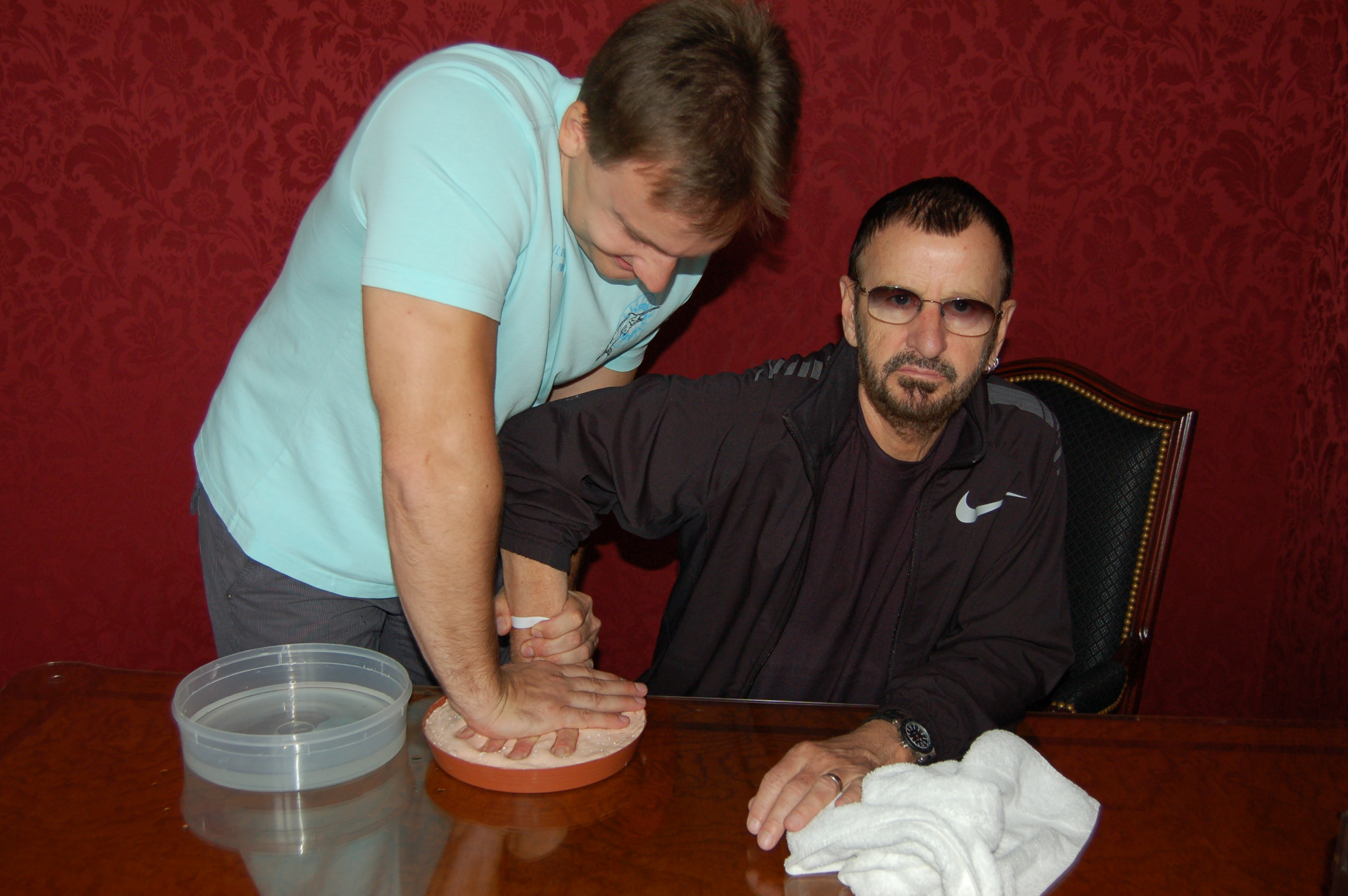
Ringo Starr s Janem Huňátem

- Václav Havel
- Lech Wałęsa
- Frederik Willem de Klerk
- Richard von Weizsäcker
- Sir Nicholas Winton
- Madeleine Albrightová
- Karel Schwarzenberg
- Adam Ondra[6]
- Albert II.
- Ringo Starr
- Kiss
- Anastacia
- Ennio Morricone
- Steven Seagal
- Elijah Wood
- Arnošt Lustig
- Věra Čáslavská
- Ivan Lendl
- Jaromír Jágr
- Vladislav Treťjak
- Dominik Hašek
- Patrik Eliáš
- Josef Masopust
- Sir Thomas Finney
- Anatolij Karpov
- Adolf Born
- Olbram Zoubek
- Boleslav Polívka
- Miroslav Zikmund
- Jiří Menzel
- Zdeněk Svěrák
- Charles Aznavour
- Marta Kubišová
- Reinhold Messner